# ぎょしゃ座ラムダ星
ぎょしゃ座λ星（ぎょしゃざラムダせい、λ Aurigae、λ Aur）は、ぎょしゃ座にあるソーラーアナログの恒星である。視等級は4.7で、肉眼でもみることができる。ガイア衛星が測定した年周視差に基づいて計算した地球からの距離は、40.7光年である。

## 特徴
| 太陽 | ぎょしゃ座λ星 |
| ---- | ------------- |
| 太陽 | Exoplanet     |

ぎょしゃ座λ星は、G型主系列星で、スペクトル型はG1 Vとされている。質量や半径は太陽よりやや上だが、太陽とよく似た特徴を持つ。。光度は太陽の1.7倍、表面温度は5,875Kと推定される。恒星表面での活動は低水準であり、太陽でのマウンダー極小期のような状態にある可能性がある。
ぎょしゃ座λ星は、星周領域に塵の円盤が存在することを示す赤外超過がないか、繰り返し調べられてきたが、中間赤外・遠赤外で超過は検出されておらず、星周領域にまとまった量の暖かい塵・冷たい塵はないとみられる。ぎょしゃ座λ星は、インディアン座ε運動星団に属する恒星と固有運動が共通しており、運動星団の一員であると考えられる。空間速度は、(U, V, W) = (-74.5, -35.4, 4.4)km/s となっている。
二重星・多重星構成天体カタログでは、CCDM J05192+4007Aとして登録されており、CCDM J05192+4007には他に、BからHまで7星が記載されているが、Bにあたる2MASS J05190143+4007054に連星である可能性が残る他は、見かけ上だけの関係である。

## 名称
アメリカのアマチュア博物学者アレンによれば、ぎょしゃ座λ星には、アラビア語で「子鹿」を意味する固有名アル・フッル（Al Ḥurr）もある。また、ザカリーヤー・カズウィーニーの星図では、ぎょしゃ座μ星、ぎょしゃ座σ星と共に「テント」を意味する「アル・ヒバ（Al Ḣibāʽ）」という名が記されている。"A Reduced Star Catalog Containing 537 Named Stars"の星表でも、"Al Ḣibāʽ"という名称の恒星は3つあり、ぎょしゃ座λ星は"Al Ḣibāʽ II"、μ星が"Al Ḣibāʽ I"、σ星が"Al Ḣibāʽ III"となっている。
中国では、ぎょしゃ座λ星は、「太陽が沐浴する場所」を示す咸池（拼音: Xián Chí）という星官を、ぎょしゃ座ρ星、HD 36041と共に形成する。ぎょしゃ座λ星自身は、咸池三（拼音: Xián Chí sān）つまり咸池の3番星として知られる。